# Michalice
Michalice (deutsch Michelsdorf) ist eine Ortschaft in Niederschlesien. Der Ort liegt in der Gmina Namysłów im Powiat Namysłowski in der Woiwodschaft Oppeln in Polen.

## Geographie

### Geographische Lage
Das Straßendorf Michalice liegt sieben Kilometer nordöstlich der Gemeinde- und Kreisstadt Namysłów (Namslau) sowie 58 Kilometer nordwestlich der Woiwodschaftshauptstadt Opole (Oppeln). Der Ort liegt in der Nizina Śląska (Schlesische Tiefebene) innerhalb der Równina Oleśnicka (Oelser Ebene). Das Dorf liegt am See Jezioro Michalickie, einem Stausee der Widawa.

### Nachbarorte
Nachbarorte von Michalice sind im Osten Bukowa Śląska (Buchelsdorf) und im Westen Józefków (Jauchendorf).

## Geschichte

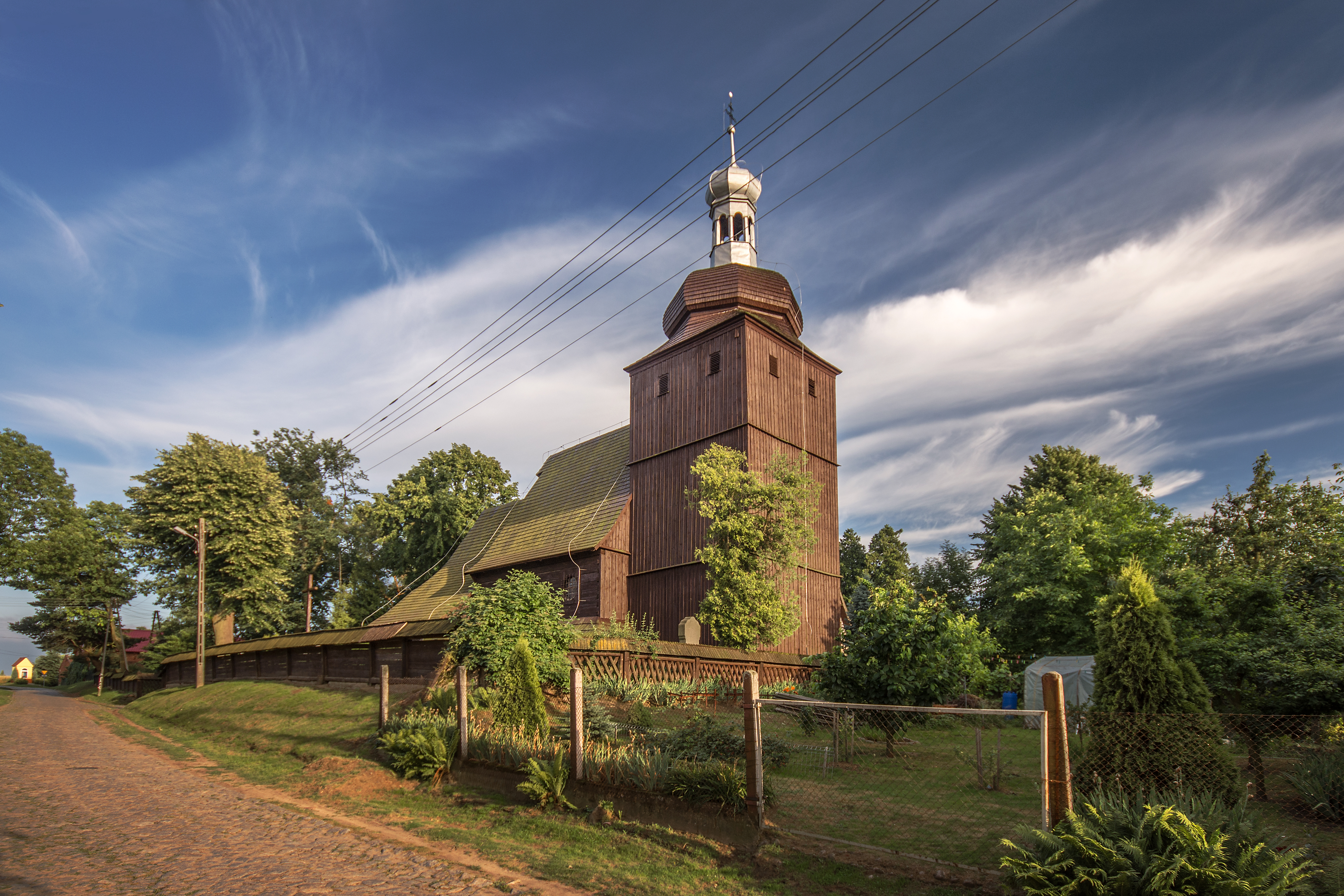
Schrotholzkirche St. Michaelis

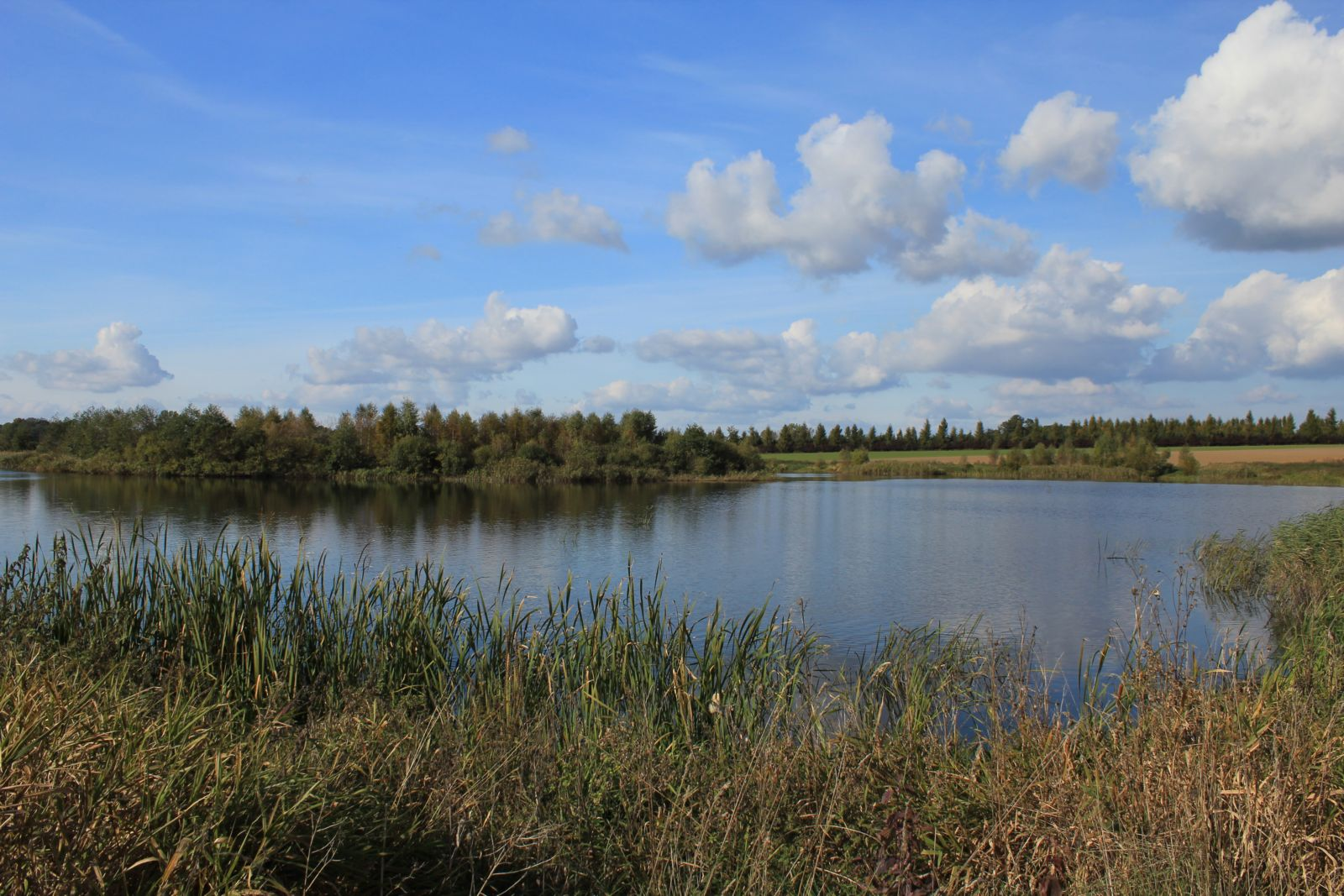
Jezioro Michalicki

Der Ort wurde 1288 erstmals als Villa S. Michaelis erwähnt.
1614 wurde die hölzerne katholische Michaeliskirche errichtet. Nach dem Ersten Schlesischen Krieg 1742 fiel Michelsdorf mit dem größten Teil Schlesiens an Preußen.
Nach der Neuorganisation der Provinz Schlesien gehörte die Landgemeinde Michelsdorf ab 1816 zum Landkreis Namslau im Regierungsbezirk Breslau. 1845 bestanden im Dorf ein Vorwerk, eine katholische Kirche, eine katholische Schule und 19 Häuser. Im gleichen Jahr lebten in Michelsdorf 147 Menschen, davon 34 evangelisch. 1874 wurde der Amtsbezirk Kaulwitz gegründet, welcher die Landgemeinden Belmsdorf, Kaulwitz und Michelsdorf und den Gutsbezirken Belmsdorf, Kaulwitz und Michelsdorf umfasste.
1933 zählte Michelsdorf 228, 1939 wiederum 210 Einwohner. Bis 1945 gehörte der Ort zum Landkreis Namslau.
1945 kam der bisher deutsche Ort unter polnische Verwaltung, wurde zunächst in Michałków umbenannt und der Woiwodschaft Schlesien angeschlossen. 1948 wurde der Ortsname in Michalice umbenannt. 1950 wurde Michalice der Woiwodschaft Oppeln zugeteilt. 1954 wurde die evangelische Kirche abgerissen. 1999 wurde es Teil des wiedergegründeten Powiat Namysłowski. Im Jahr 2000 wurde die Wiadawa zu einem Stausee angestaut.

## Sehenswürdigkeiten

### Kirche St. Michaelis
Die römisch-katholische Michaeliskirche (poln. Kościół św. Michała Archanioła) wurde 1614 aus Schrotholz errichtet. Der Kirchenbau steht seit 1954 unter Denkmalschutz.

### Weitere Sehenswürdigkeiten
- Steinerne Wegekapelle
- Marienkapelle
- Stausee Jezioro Michalickie